# Benjamin Morton Friedman
Benjamin Morton Friedman é um economista estadunidense. É professor de Política Econômica na Universidade Harvard, onde leciona desde 1972, e membro do Council on Foreign Relations, do Brookings Institute's Panel on Economic Activity, e membro do conselho editorial da Encyclopædia Britannica.